# ريبيكا غيبني
ريبيكا غيبني (بالإنجليزية: Rebecca Gibney)‏ هي ممثلة نيوزيلندية، ولدت في 14 ديسمبر 1964 في Levin, New Zealand ‏ في نيوزيلندا.

## أعمال

### أفلام
- (2015) صانع الفساتين

## وصلات خارجية
- ريبيكا غيبني على موقع IMDb (الإنجليزية)
- ريبيكا غيبني على موقع ألو سيني (الفرنسية)
- ريبيكا غيبني على موقع ميوزك برينز (الإنجليزية)
- ريبيكا غيبني على موقع أول موفي (الإنجليزية)
- ريبيكا غيبني على موقع قاعدة بيانات الأفلام السويدية (السويدية)
- ريبيكا غيبني على موقع قاعدة بيانات الفيلم (الإنجليزية)
- ريبيكا غيبني على موقع كينوبويسك (الروسية)